# Kino Bioskop w Żyrardowie
Kino Bioskop – pierwsze w Żyrardowie kino, powstałe po 1910 r. przy sekcji kinematograficznej Towarzystwa "Wychowanie".
Seanse filmowe odbywały się w przekształconej do tego celu stołówce fabrycznej. Towarzystwo zakupiło na raty nowoczesny aparat z zakładu braci Lumière i nawiązało współpracę z warszawskim kinem "Sfinks", które wypożyczało swoje kopie filmów placówce żyrardowskiej. W kinie wyświetlano filmy trzy razy tygodniowo, jeden seans odbywał się w sobotę, zaś dwa pozostałe w niedzielę. Aparat był obsługiwany przez osobę o imieniu Frydrych, uchodzącego za najlepszego elektryka zatrudnionego w fabryce. Na żądanie publiczności projekcje urozmaicano muzyką angażując pianistkę. Bilety na seanse były bardzo tanie, dzięki czemu kino cieszyło się ogromnym zainteresowaniem, na tyle dużym, że dzięki zyskom z wyświetlania filmów Towarzystwo "Wychowanie" mogło finansować większość swojej działalności. Nazwa kina pochodzi od jednego z wczesnych określeń tego typu urządzeń – bioskopu.